# Cimetière militaire allemand de Bousson
Le Cimetière militaire allemand de Bousson est un cimetière militaire de la Première Guerre mondiale situé sur le territoire de la commune de Laon, dans le département de l'Aisne. C'est l'un des deux cimetières militaires allemands de la ville, le second étant le Cimetière militaire allemand du Champ de manœuvre.

## Historique
Ce cimetière militaire a été édifié par les Allemands en 1917 pour y inhumer les corps des soldats tués au cours de la bataille du Chemin des Dames, qui s'est déroulée d'avril à octobre 1917. Cependant, la plupart des hommes enterrés dans ce lieu ont été tués en 1918, lors de leur offensive sur le Chemin des Dames et lors de la contre-offensive alliée débutée le 18 juillet.
Une grande majorité des corps inhumés dans ce cimetière sont ceux de soldats qui ont succombé à leurs blessures dans les hôpitaux militaires de la ville.
Après l'armistice, l’État français y a rassemblé des corps provenant de cimetières provisoires du secteur de Laon.
Le cimetière militaire de Bousson  contient 2 653 corps inhumés dans des tombes individuelles. Les tombes sont matérialisées par des croix en métal. Les tombes des dix soldat juifs tués sont marqués par des stèles en pierre.

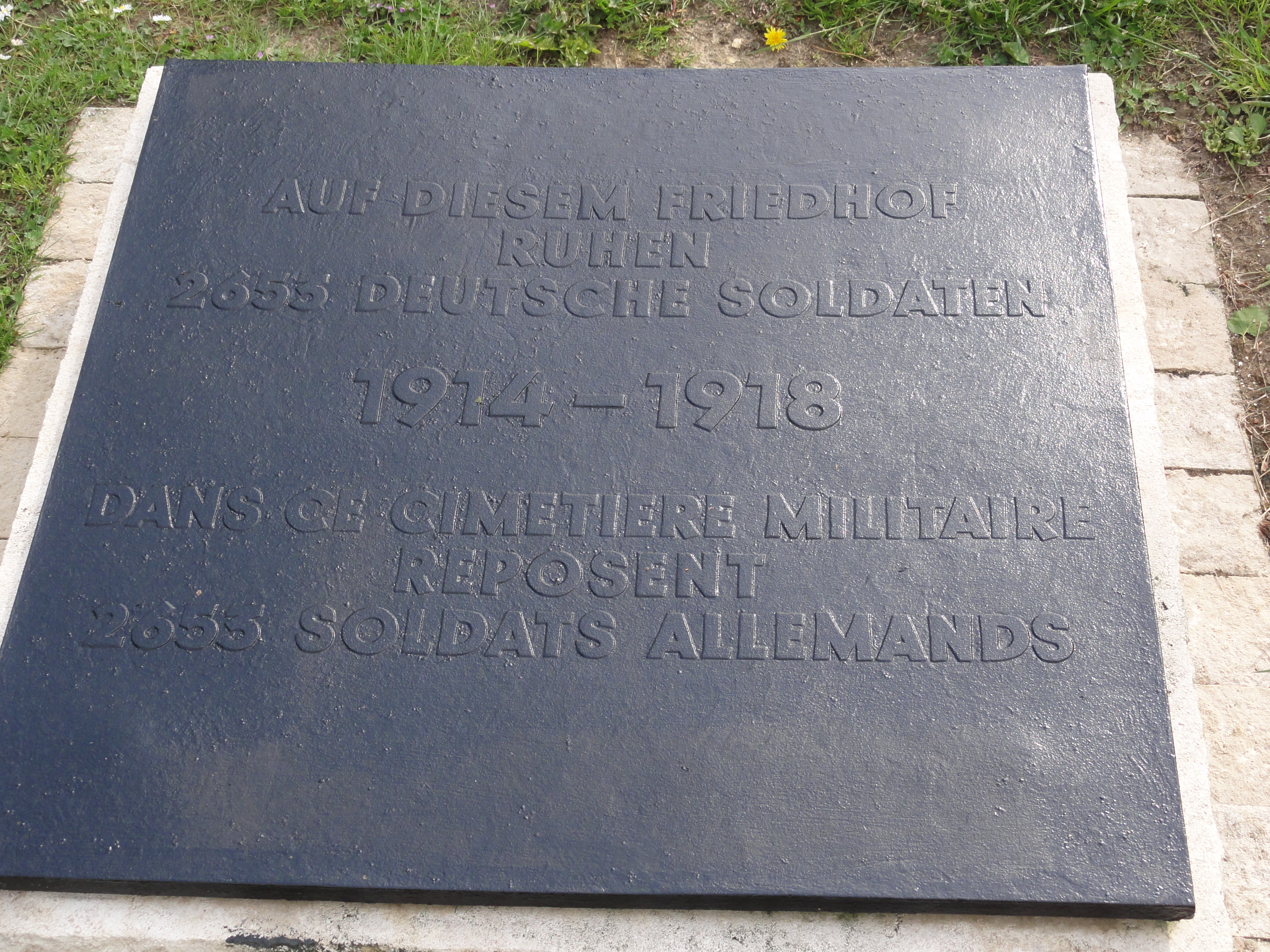
Plaque au sol à l'entrée.
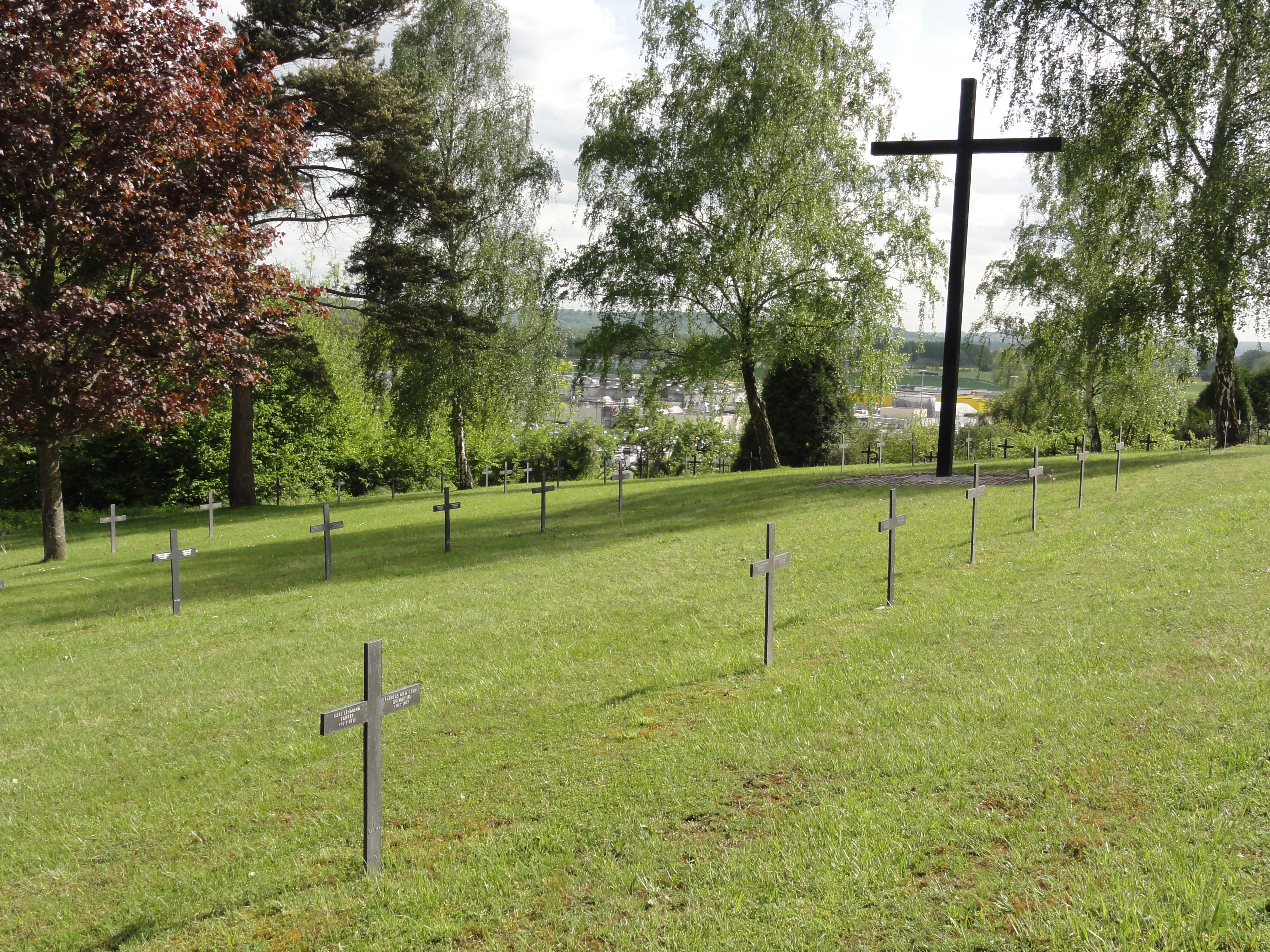
La grande Croix de cimetière.
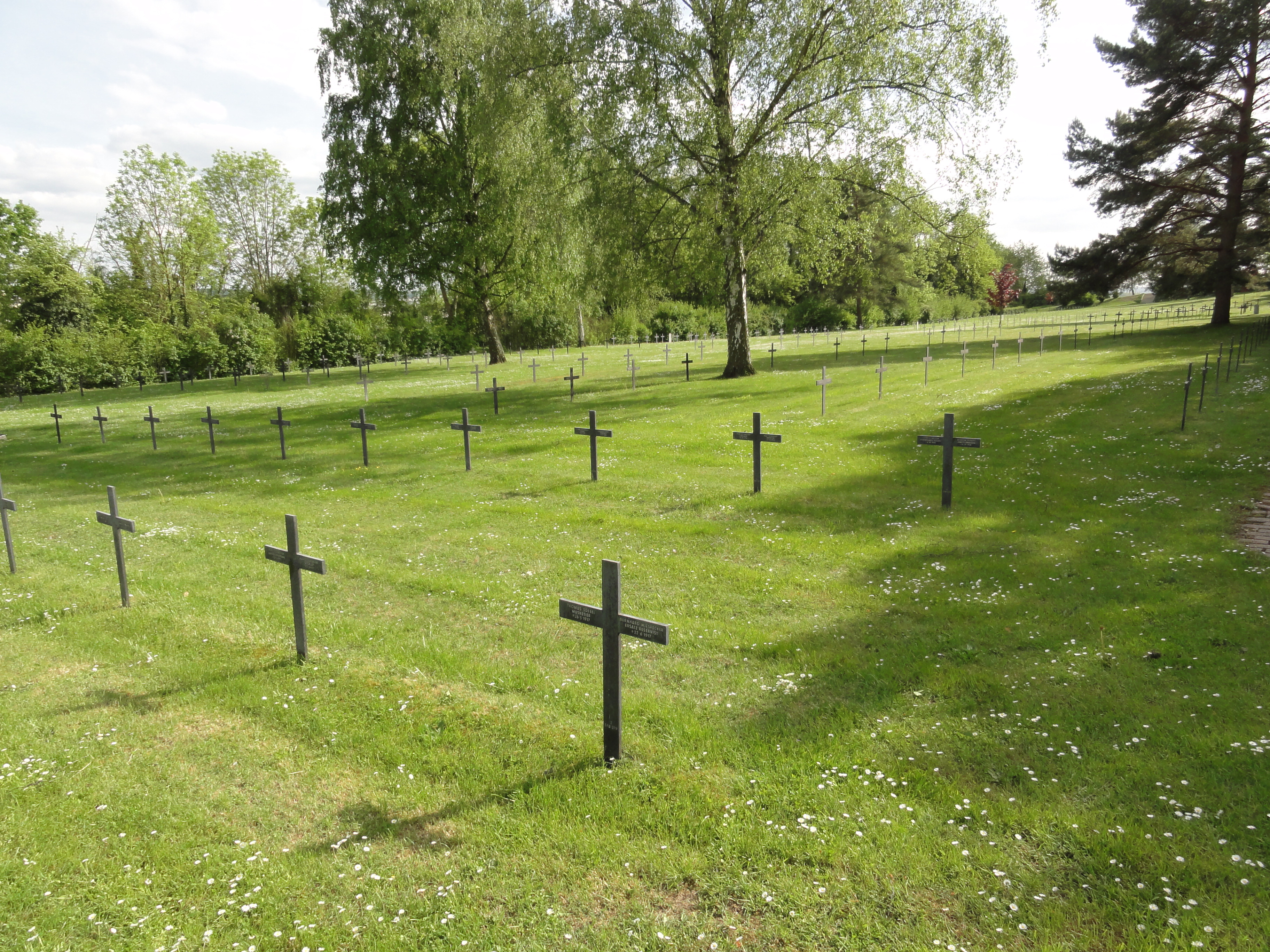
Vue d'ensemble.
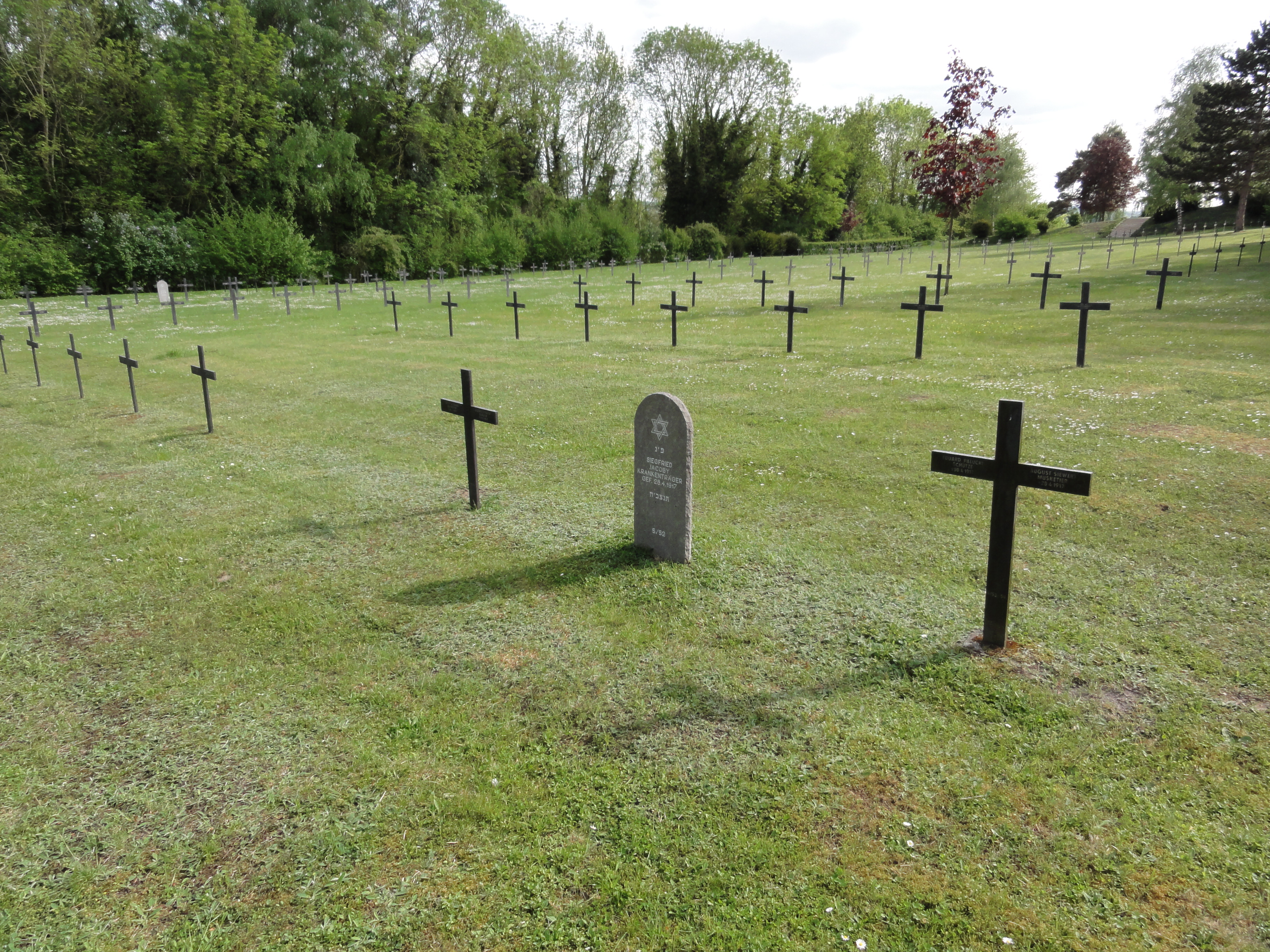
Vue d'ensemble.
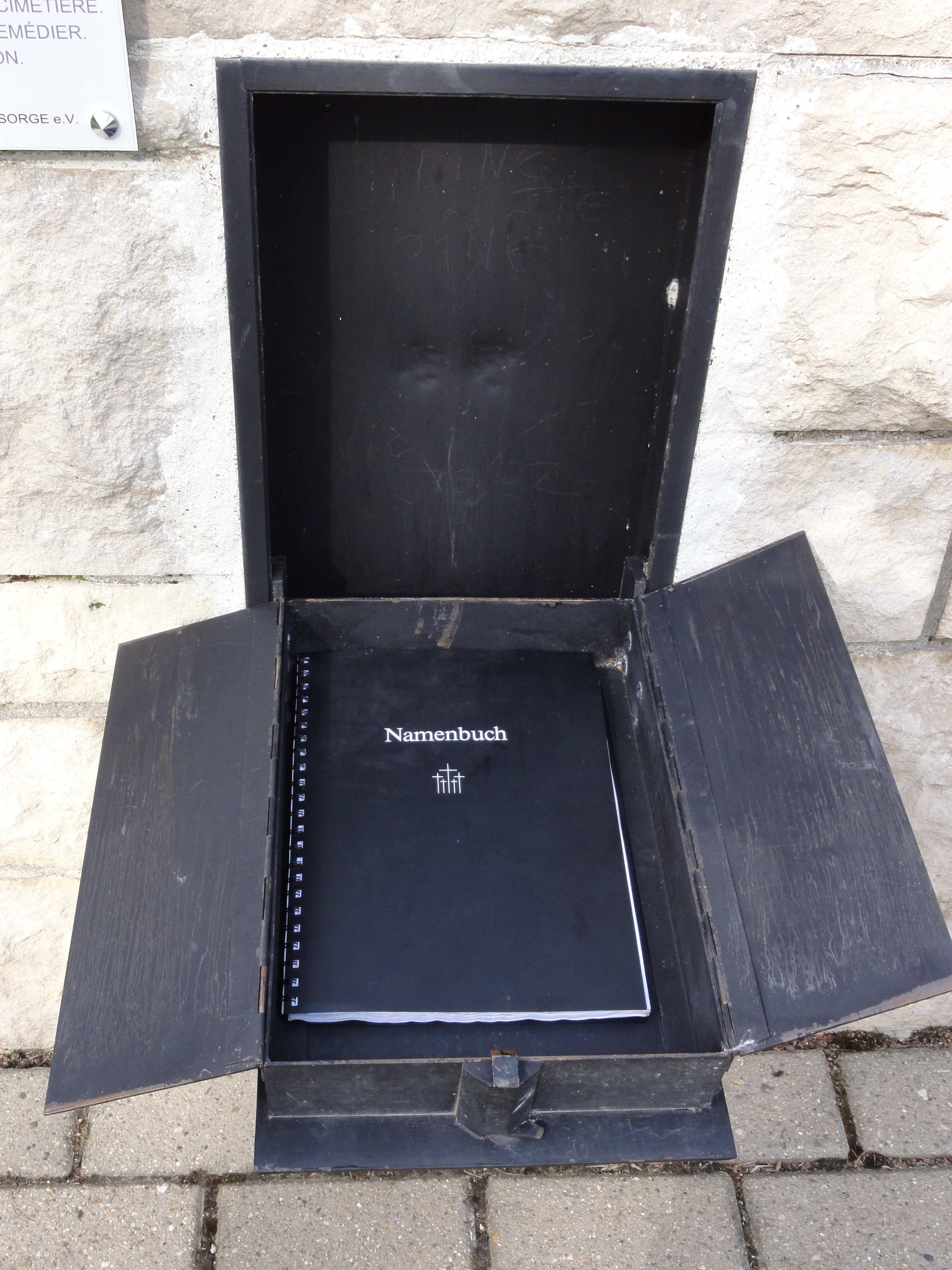
Namenbuch (Livre des noms).
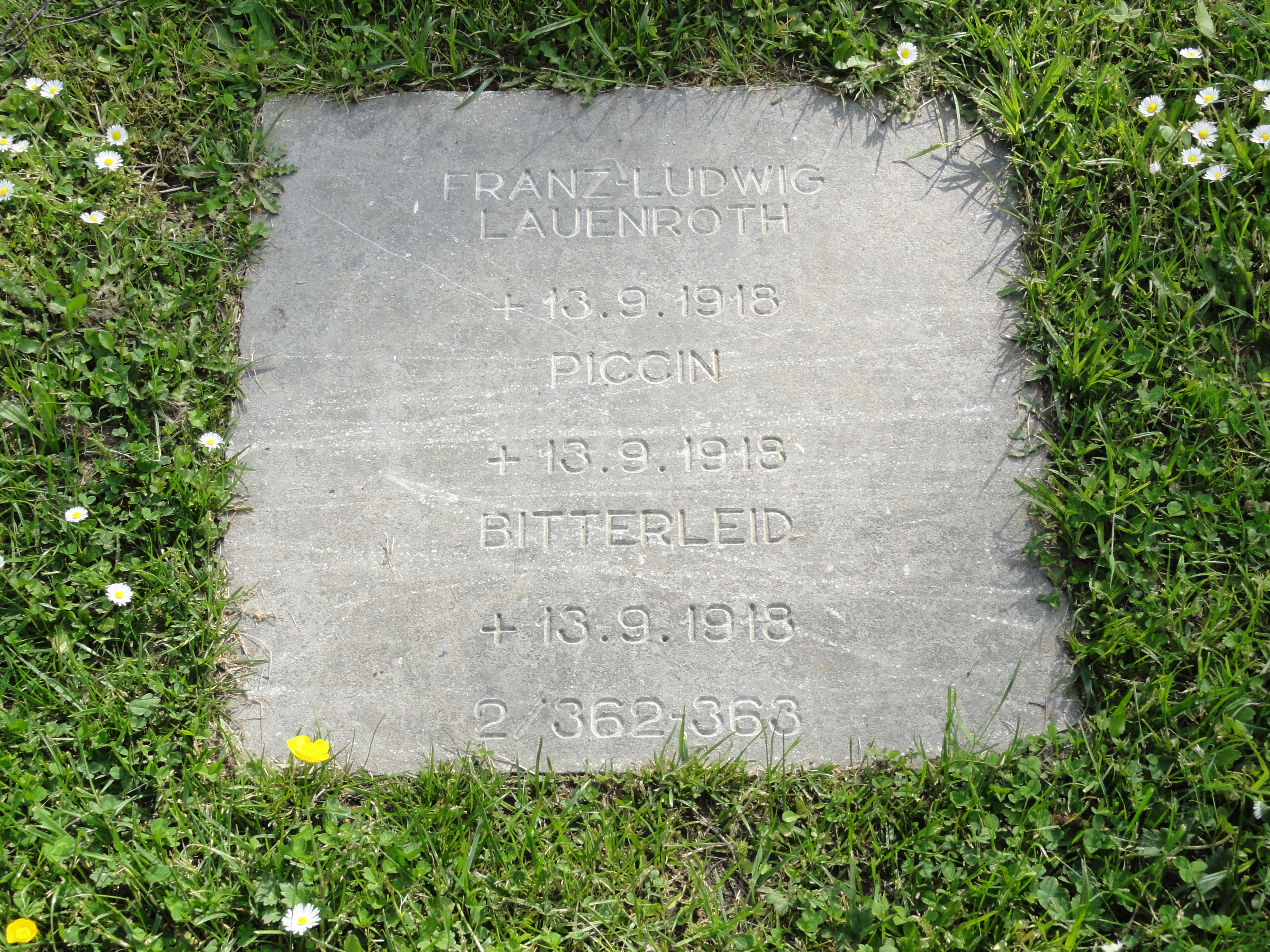
Pierre tombale de 3 soldats.
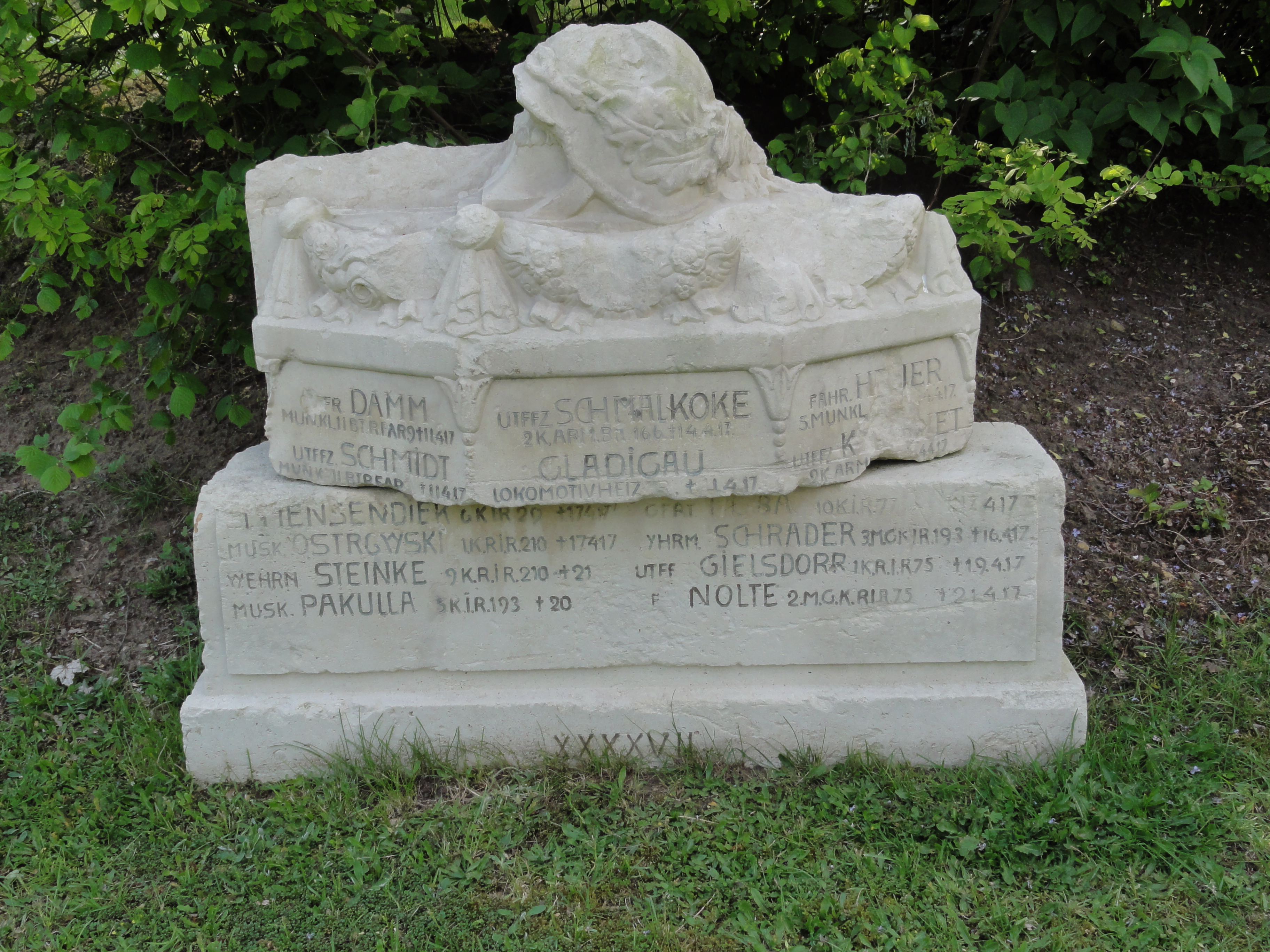
Restes d'un monument funeraire.